# الغزو المصري لقبرص

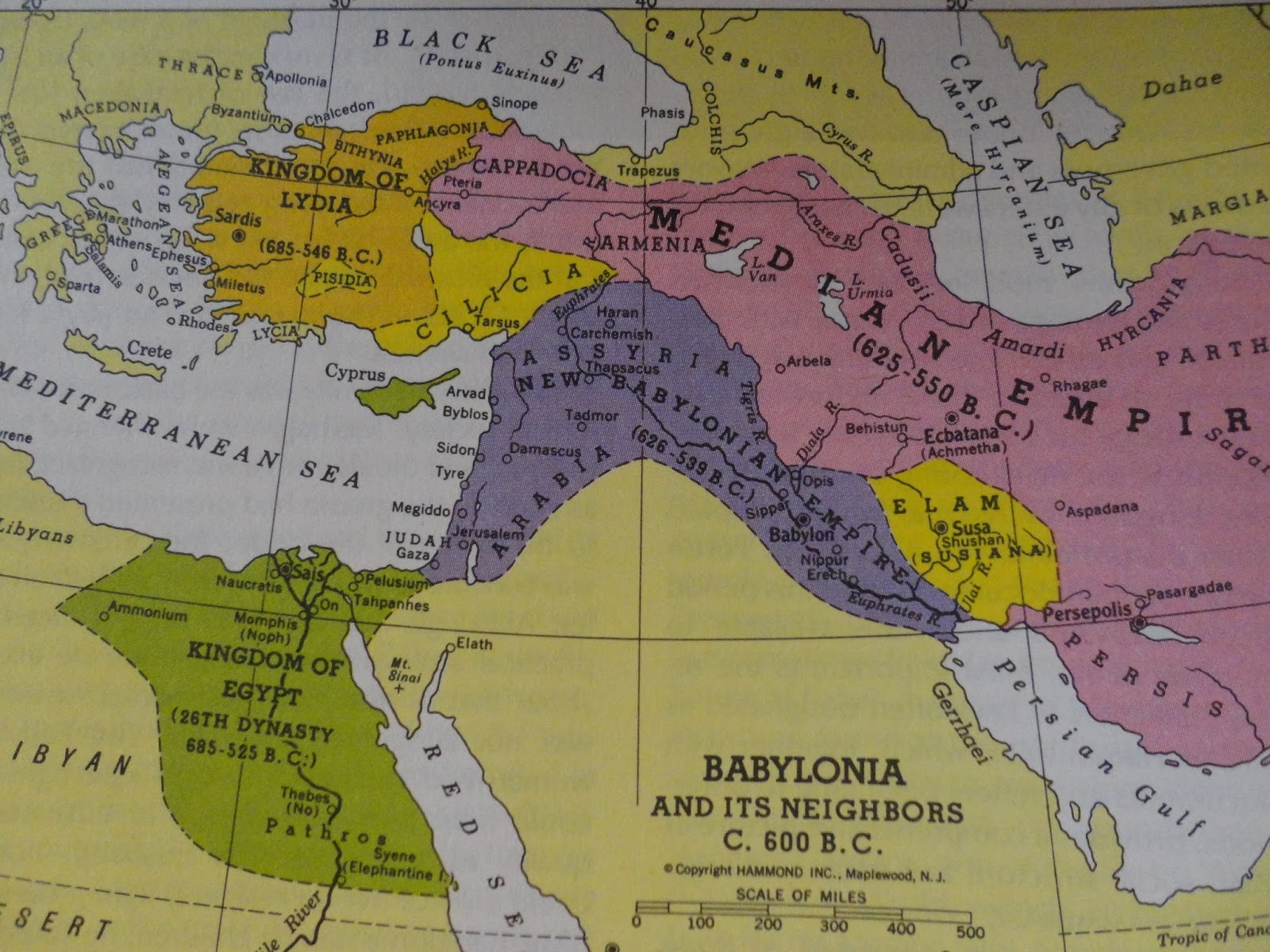
قبرص تحت النفوذ المصري، الأسرة السادسة والعشرون

الغزو المصري لقبرص هي الفترة التي احتلت خلالها مصر القديمة جزيرة قبرص في عهد الملكان المصريان أحمس الثاني وبسماتيك الثالث في نهاية الأسرة السادسة والعشرين (570 - 525 قبل الميلاد)، الفترة المتأخرة من مصر القديمة.

## تاريخ
في عام 570 قبل الميلاد، تم غزو قبرص من قبل مصر في عهد أحمس الثاني. تركت هذه الفترة القصيرة من الهيمنة المصرية تأثيرها بشكل رئيسي في الفنون، وخاصة النحت، حيث يمكن ملاحظة الصلابة واللباس من الطراز المصري. تجاهل الفنانون القبارصة فيما بعد هذا الأسلوب المصري لصالح النماذج اليونانية.
غالبًا ما تُظهر التماثيل الحجرية مزيجًا من التأثير المصري واليوناني. على وجه الخصوص، يظهر الخزف المستعاد في قبرص تأثيرًا من جزيرة كريت القديمة. غالبًا ما كان الرجال يرتدون شعر مستعارًا مصريًا ولحى على الطراز الآشوري. كما أظهر الدرع واللباس عناصر غربية آسيوية. 